# Bitwa pod Kiriną
Bitwa pod Kiriną miała miejsce w roku 1235, jest półhistoryczną konfrontacją pomiędzy królem ludu Sosso, Sumanguru Kante i księciem ludu Mandingo Sundiatą Keitą, którego siły pokonały Sosso, gwarantując przewagę nowego Imperium Mali w Afryce Zachodniej.
Pod koniec XII stulecia, dawny dominant w regionie - Imperium Ghany upadło po wielokrotnych najazdach Almorawidów w XI wieku. Kilka mniejszych, sąsiednich stanów: ludzie Sosso z regionu Takrur i ludzie Mandingo z górnego Nigru pośpiesznie wypełniło powstałą lukę. Sosso pod przywództwem Sumanguru Kante zajęli  byłą stolicę Imperium Ghany Koumbi Saleh i rozwijali się nadal, podbijając między innymi Mandingo.
Jednak skazany na wygnanie książę Sundiata Keita zorganizował koalicję mniejszych królestw by sprzeciwić się rosnącej potędze Sosso. Przeciwstawiające się armie około roku 1235 spotkały się w Regionie Koulikoro, na obszarze dzisiejszego Mali. Siły Sundiaty Keity zwyciężyły i pomaszerowały dalej by zburzyć Sosso. Ta data jest często uważana za początek Imperium Mali, które przez następne dwa stulecia kontrolowało większość Afryki Zachodniej.